# Kasselburg
Kasselburg was een rijksonmiddellijke heerlijkheid in het Heilige Roomse Rijk. De heerlijkheid was niet bij een Kreits ingedeeld.
De burcht Kasselburg wordt in 1291 voor het eerst vermeld. Hij is dan in handen van de heren van Blankenheim, die in 1380 tot rijksgraaf worden verheven. In 1335 ontstaat er een zijlinie Blankenheim-Kasselburg met de heerlijkheden Kasselburg, Gerolstein en Neublankenheim. Na het uitsterven van Blankenheim-Kasselburg komt de heerlijkheid in 1406 aan de heren van Loon. Deze verkopen de heerlijkheid aan de heren van de Mark. In 1452 verovert de keurvorst van Trier de burcht en deze blijft tot 1514 in het bezit van het keurvorstendom. 
In 1514 kont de heerlijkheid in het bezit van de graven van Manderscheid-Schleiden.
Na de dood van graaf Dirk VI van Manderscheid-Schleiden breekt er een erfstrijd uit, waarvan de uitkomst is dat in 1611 de graaf van de Mark de facto de heerlijkheid in handen heeft. Een uitspraak van het Rijkskamergerecht  in 1659 gelast dat de helft van de heerlijkheden Kasselburg en Kerpen overgedragen moeten worden aan de zeven kinderen van gravin Elisabeth van Culemborg. Elisabeth is een kleindochter van een graaf van Manderscheid-Schleiden en zij heeft zeven kinderen uit drie huwelijken. Uit het huwelijk met markgraaf Jacob van Baden twee dochters, uit het huwelijk met graaf Karel van Hohenzollern-Sigmaringen vier dochters en uit het huwelijk met vrijheer Johan Lodewijk van Sax een zoon.
De graaf van de Mark stond zijn beide halve heerlijkheden af aan de graaf van Löwenstein-Wertheim-Rochefort in 1679. Intussen had de prinsbisschop van Münster de heerlijkheden bezet voor hertogin Maria Cleophe van Arenberg, een dochter van Elisabeth van Culemborg uit haar tweede huwelijk.
Op 9 april 1681 kwam er een vergelijk tot stand tussen hertog Karel Eugenius van Arenberg en graaf Maximilaan Karel van Löwenstein. Hierbij kwamen de heerlijkheden in bezit van Aremberg, hoewel Löwenstein tot 1804 aan zijn aanspraken vasthoudt.
In 1794 wordt de heerlijkheid ingelijfd bij Frankrijk en het Congres van Wenen kent Kasselburg toe aan het koninkrijk Pruissen.